# Azurá Stevens
Azurá Breeona Stevens (Pawtucket, 1º febbraio 1996) è una cestista statunitense, professionista nella WNBA.

## Carriera
È stata selezionata dalle Dallas Wings al primo giro del Draft WNBA 2018 con la 6ª chiamata assoluta.

## Palmarès
- Campionato WNBA: 1

Chicago Sky: 2021
- WNBA All-Rookie First Team (2018)